# Samantha Ramsamy
Pour les articles homonymes, voir Ramsamy.
Samantha Ramsamy, née à Nogent-le-Rotrou, est une journaliste française de télévision, spécialisée dans l'actualité africaine et internationale.  

## Parcours professionnel
Samantha Ramsamy est une journaliste française d'origine mauricienne. Elle est diplômée d'une maîtrise d'histoire des relations internationales à la Sorbonne et de l'École supérieure de journalisme de Paris.
Elle entre peu à peu dans le monde de la télé en travaillant pour RFO Paris. Elle intègre ensuite l’Équipe TV, une chaîne d'informations sportives. Elle y reste plusieurs années. Parallèlement, elle présente une série de documentaires sur la chaîne de découverte Odyssée.
Puis elle est sollicitée par France 3 pour coprésenter le magazine mensuel et culturel J'ai pas sommeil où elle reçoit un invité. Toujours pour France 3, elle participe à un documentaire sur le Festival de Fès au Maroc et coprésente un numéro spécial de Cultur'elles à Avignon.
Elle rejoint également la chaîne d'information du groupe Canal Plus, iTélé, pour y présenter les infos.
En septembre 2006, Samantha Ramsamy rejoint la chaîne d'information internationale France 24 comme présentatrice des JT. De 2010 à 2012, elle rejoint plusieurs chaînes panafricaines.
Depuis le 18 décembre 2017, elle était présentatrice sur la chaîne Russia Today France jusqu'à l'interdiction d'émission de la chaine dans l'Union européenne le 2 mars 2022. Elle anime la dernière émission avant la clôture de la chaîne.
Elle continue ensuite à travailler pour RT en français, avec un regard porté sur l'Afrique, dans son émission Africonnect[source insuffisante].